# Aeroport de Sania Ramel
L'Aeroport de Sania Ramel (en àrab مطار تطوان سانية الرمل, Maṭār Tiṭwān Sāniya ar-Raml; en amazic ⴰⵣⴰⴳⵯⵣ ⵏ ⵜⵉⵟⵟⴰⵡⵉⵏ) (codi IATA: TTU, codi OACI: GMTN) és un aeroport Tetuan, una ciutat de la regions de Tànger-Tetuan-Al Hoceima al Marroc. També és l'aeroport més proper a la ciutat autònoma de Ceuta (que només té un heliport). L'aeroport va servir uns 15.000 passatgers l'any 2008.

## Història
Sania Ramel va ser el primer camp d'aviació militar construït al Protectorat espanyol del Marroc. És a prop dels principals campaments de l'Exèrcit Espanyol a Tetuan i va començar a operar entre octubre i novembre de 1913. Tot i les petites dimensions de les instal·lacions (700 x 350 metres) va esdevenir un element clau en l'esforç militar espanyol al front occidental de la Guerra del Rif, fins i tot si era propens a les inundacions a l'hivern.
L'1 de juliol de 1927 van començar les operacions civils en el camp d'aviació, que va esdevenir una escala a la ruta de vol postal entre Larraix i Sevilla durant alguns mesos d'aquest any. Després la parada a Tetuan va ser cancel·lada, no se sap si els instal·lacions van continuar usant més vols civils.
També va tenir un paper rellevant en l'inici de la Guerra Civil espanyola. En la matinada del 18 de juliol de 1936, el comandant de la base aèria militar, Ricardo de la Puente Bahamonde (cosí de Francisco Franco), es va negar a unir-se l'aixecament contra el govern de la República. No obstant això, a falta de reforços de Madrid, va haver de rendir-se als rebels després d'algunes hores de combat (seria executat posteriorment a l'agost per les autoritats nacionalistes a la fortalesa de Monte Hacho a Ceuta; Franco no va fer res per evitar-ho). Després de rendir la base, De la Puenet va intentar entregar inservibles tots els bombarders Breguet estacionats allí. L'endemà 19 de juliol el de Havilland Dragon Rapide portant Francisco Franco des de les illes Canàries aterrava a Sania Ramel, on els oficials rebels d'alt rang li van donar la benvinguda i Franco va assumir el comandament de l'Exèrcit Espanyol al Marroc.
La contribució més important de la pista d'aterratge de Sania Ramel a l'esforç de guerra nacionalista durant la Guerra Civil espanyola va ser el seu paper en el pont aeri que enviar la major part de l'Exèrcit d'Àfrica a l'Espanya peninsular. Va ser el primer pont aeri de llarg abast de combat del món. En aquest moment, els rebels al Marroc espanyol estaven bloquejats per la flota espanyola que va romandre en la seva majoria lleial al govern i l'Exèrcit d'Àfrica, l'únic exèrcit professional a Espanya, va ser clau per assegurar la rebel·lió a l'Espanya peninsular. El 23 de juliol un avió alemany Lufthansa, que havia estat requisat pels rebels, va enlairar de Sania Ramel enviant una delegació de Franco a Berlín. El seu objectiu era convèncer Hitler de proveir als rebels avions de transport. El 28 de juliol, el Ju 52 que portava la delegació va tornar a Tetuan va començar el pont aeri a l'aeròdrom de Tablada a Sevilla, fent quatre vols al dia. El 31 de juliol, els tres primers Dj 52 (dels deu promesos per Hitler) va arribar a Tetuan. Els següents van arribar alguns dies més tard. Va ser creada a Tetuan una empresa fictícia (HISMA), per proporcionar cobertura a l'operació. Seria coneguda com a Operació Foc Màgic. Junt amb els Savoia-Marchetti SM.81 de l'Aeronautica Militare Italiana proporcionats per Mussolini, el pont aeri va portar uns 13.000 soldats i 270 tones de càrrega fins que l'operació es va completar al novembre.
Abans de l'inici de la Guerra Civil espanyola, es va construir una pista d'aterratge pavimentada que va permetre Sania Ramel servir com a aeroport civil per Tetuan. Per tant, després del final de les operacions d'HISMA, Iberia es va fer càrrec de les operacions de passatgers i de càrrega a Sania Ramel. Inicialment, es van establir dues rutes. Una de Tetuan a Saragossa, i un altre a Vitòria. L'aeroport de Tetuan va continuar sent rellevant per al nou règim i malgrat les restriccions de subministrament de combustible les dues rutes van seguir fent escales a Sania Ramel durant el període de la postguerra: Madrid - Sevilla - Tetuan - Melilla i Sevilla - Tetuan - Canàries. Tot i que el 1943 només la primera ruta es va mantenir operativa, es va ampliar l'aeroport.
Després de la independència del Marroc en 1957, l'aeroport va ser transferit a la nova administració, després de la qual cosa va començar a declinar. Actualment només aterra un petit avió a les instal·lacions de Sania Ramel i fins i tot si hi havia plans per fer un major ús de l'aeroport, el desenvolupament urbà a la rodalia ho faria inviable.

## Instal·lacions
L'espai d'estacionament d'aeronaus de 11300 m² suporta dos ATR 42 i Boeing 737-800. La terminal aèria té 1200 m² i és dissenyada per acollir 300.000 passatgers a l'any.
La pista d'aterratge pavimentada es presenta en direcció 06/24 i té 2.300 metres de llarg per 45 d'ample. Pot acollir avions fins a la mida d'un Boeing 737-800 o un Airbus 320. L'aeroport ofereix les següents ajudes per a la navegació de ràdio: VOR - DME.

## Aerolínies i destinacions
| Aerolínies                                         | Destinacions           |
| -------------------------------------------------- | ---------------------- |
| Royal Air Maroc operat per Royal Air Maroc Express | Al Hoceima, Casablanca |
| TUIfly Belgium                                     | Estacional: Lieja      |

## Estadístiques
| Subjecte            | 2003  | 2004   | 2005   | 2006   | 2007   | 2008   |
| ------------------- | ----- | ------ | ------ | ------ | ------ | ------ |
| Moviment d'aeronaus | 110   | 188    | 152    | 198    | 297    | 356    |
| Passatgers          | 1,065 | 13,138 | 10,948 | 14,788 | 18,979 | 24,010 |